# Озерівська сільська рада
Озе́рівська сільська́ ра́да — колишній орган місцевого самоврядування в Березнегуватському районі Миколаївської області. Адміністративний центр — село Озерівка.

## Загальні відомості
- Територія ради: 40,62 км²
- Населення ради: 352 особи (станом на 2001 рік)

## Населені пункти
Сільській раді підпорядковані населені пункти:
- с. Озерівка
- с. Новоолександрівка

## Склад ради
Рада складається з 12 депутатів та голови.
- Голова ради: Бабенко Наталія Василівна
- Секретар ради: Сафонова Катерина Степанівна

### Керівний склад попередніх скликань
| Прізвище, ім'я, по батькові | Основні відомості                                                                     | Дата обрання | Дата звільнення |
| --------------------------- | ------------------------------------------------------------------------------------- | ------------ | --------------- |
| Кісільова Наталя Іванівна   | Сільський голова, 1958 року народження, позапартійна                                  | 26.03.2006   | 31.10.2010      |
| Кісільова Наталія Іванівна  | Сільський голова, 1958 року народження, освіта середня загальна, член Партії регіонів | 31.10.2010   | 17.03.2014      |
| Бабенко Наталія Василівна   | Сільський голова, 1975 року народження, освіта середня загальна, позапартійна         | 26.10.2014   |                 |

Примітка: таблиця складена за даними сайту Верховної Ради України